# 神聖攀登的天梯

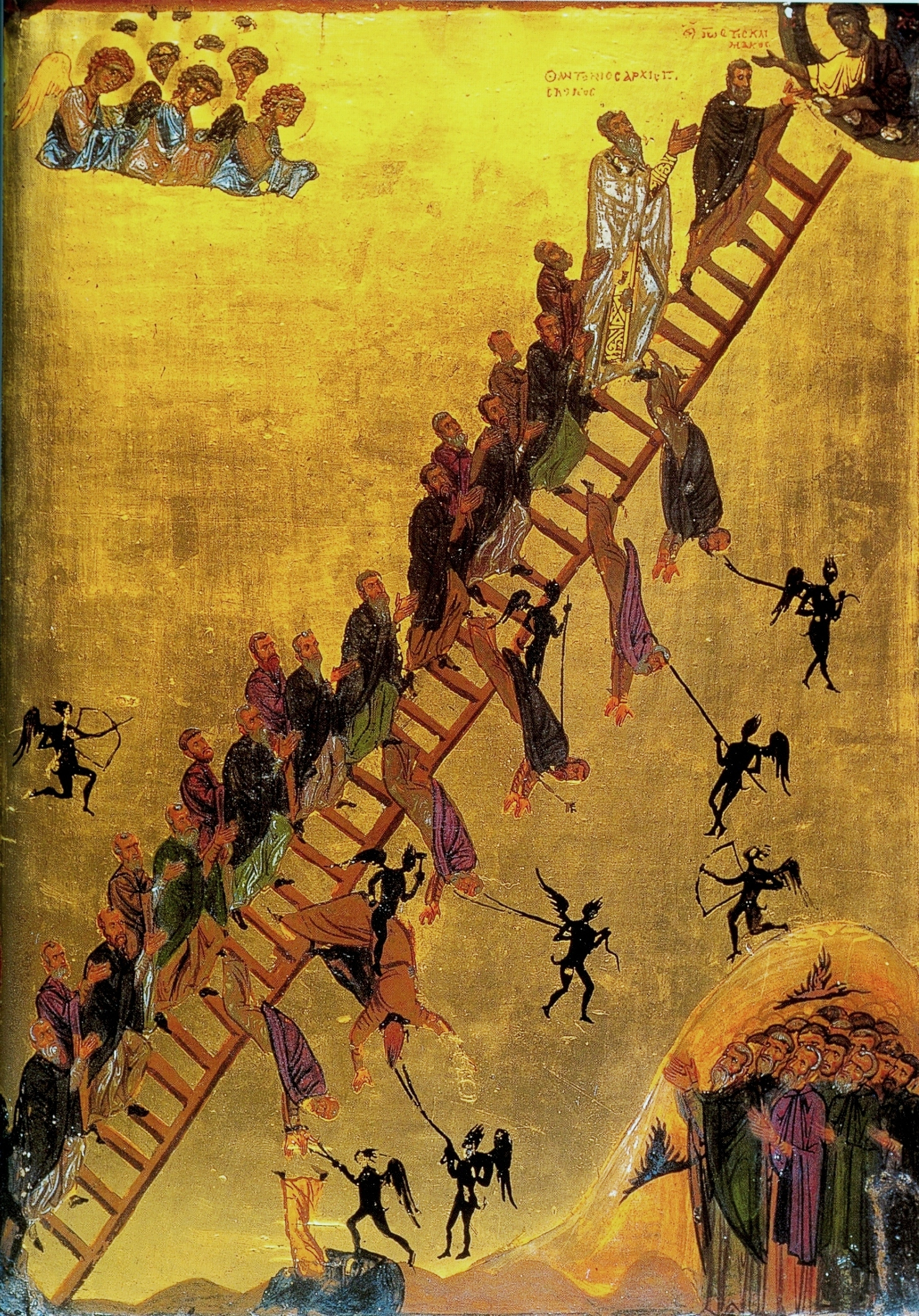
來自埃及西奈半島聖凱薩琳修道院的12世紀聖像畫《神聖攀登的天梯 (聖像畫)》，描繪了約翰·克利馬科斯引領一群修士正在攀登通向基督的天梯。

《神聖攀登的天梯》是一部由約翰·克利馬科斯於公元600年左右所著關於東方基督教的禁慾修道主義論書，是他最具盛名的著作，亦在東方靈修傳統中產生極大影響。
《神聖攀登的天梯》完成後便廣為流傳，使原作者在教會裏贏得頗高知名度。此書聚焦於獨修和群體修道對達致最高階之宗教完美的可能性。全書分成三十章，或稱三十階梯，以紀念基督在塵世作為神聖宗教楷模的三十年生活。它主要基於修道生活，從比喩和歷史中發掘素材，向人們展示了一幅集諸美德之大成的圖卷以及如何實際運用戒律。
但因這部著作是以簡潔的格言諺語形式寫作，且論證環節有時並未緊密相扣，使其顯得有點晦澀難明，這也解釋了此書為何自古時起就成為各種評論解註的主題。於法國國家圖書館發現的《神聖攀登的天梯》的最古老的手抄本很有可能是凱薩琳·德·麥地奇從佛羅倫斯帶過去的。

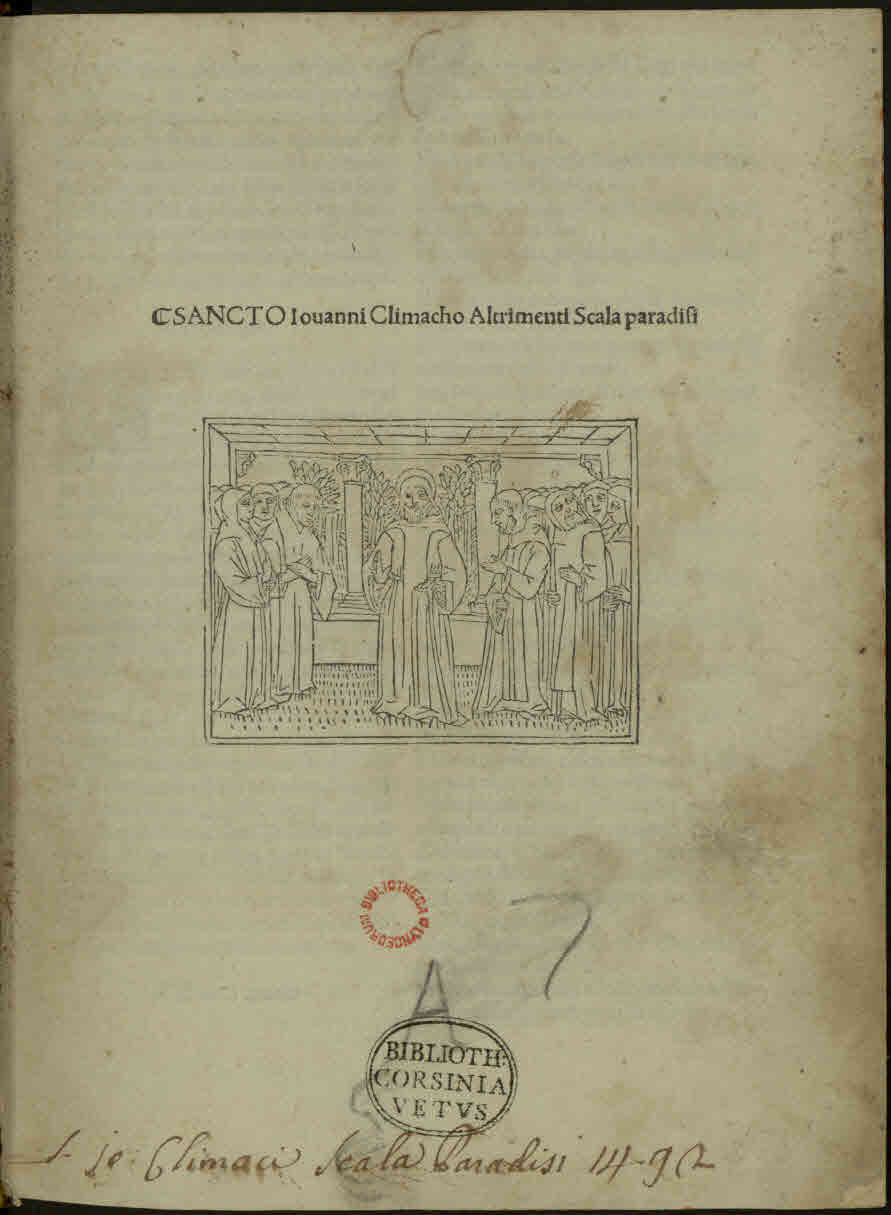
Scala paradisi, 1482

## 中譯本
《神聖攀登的天梯》由道風書社的漢語基督教文化研究所於2012年在香港出版繁體中文譯本，由許列民翻譯。此書已有中東多種語言、英譯本和拉丁文譯本，漢語譯本則是首次出版。

## 三十階梯
《神聖攀登的天梯》分為三十階梯（三十章節），這裏的漢譯名來自道風書社出版的中譯本目錄。
- 第一階：論摒棄塵世
- 第二階：論超脱
- 第三階：論流放或朝覲
- 第四階：論蒙福的，永難忘懷的順服
- 第五階：關於修道式的「監獄」：論艱難誠懇的悔改，它們構成神聖歸信者之生命
- 第六階：論謹記死亡
- 第七階：論讓人喜樂的哀慟
- 第八階：論擺脱憤怒；論謙和
- 第九階：論怨恨
- 第十階：論誹謗或中傷
- 第十一階：論饒舌或緘默
- 第十二階：論撒謊
- 第十三階：論沮喪
- 第十四階：論喧鬧的情婦：口腹之慾
- 第十五階：論不朽的純淨和貞潔，墮落者竭盡辛勞方臻此境界
- 第十六階：論愛財或貪婪
- 第十七階：論一無所有（它使人更快抵達天國）
- 第十八階：論麻木不仁，即在身死之前靈魂和意識的死亡
- 第十九階：論與修院兄弟情同手足，一起睡眠、禱告、詠唱讚美詩
- 第二十階：論身體的警戒、如何運用它來獲得靈性的警戒，以及如何實踐警戒
- 第二十一階：論膽小而幼稚的懦弱
- 第二十二階：論形式多樣的虛榮
- 第二十三階：論瘋狂的傲慢；論不潔的褻瀆性意識
- 第二十四階：論謙和、樸實和純真：它們不是來自天性，而是來自自覺的努力
- 第二十五階：論激情的毀滅者，源自靈性感悟的極其崇高的自卑
- 第二十六階：論對思想、激情和美德的敏鋭洞見
- 第二十七階：論身體和靈魂的神聖冥靜
- 第二十八階：論作為美德之母，至聖和蒙福的禱告
- 第二十九階：關於地上天國，或上帝所悦納的超然靜寂
- 第三十階：關於諸美德中至高三一上帝的緊密聯繫

## 外部連結
- orthodoxwiki （页面存档备份，存于） （英文）